# Lasiurus seminolus
Lasiurus seminolus là một loài động vật có vú trong họ Dơi muỗi, bộ Dơi. Loài này được Rhoads mô tả năm 1895.